# Каспер, Карла
Ка́рла Мари́ Ка́спер (англ. Carla Marie Casper; 10 ноября 1945, Wild Rose, Висконсин — 20 февраля 2023) — американская кёрлингистка.
В составе женской сборной США участница зимних Олимпийских игр 1988 года, где кёрлинг был демонстрационным видом спорта (женская команда США заняла пятое место).
Играла на позициях второго и третьего, в течение нескольких сезонов была скипом команды.
В 2000—2001 была президентом Американской женской ассоциации кёрлинга (англ. United States Women's Curling Association).

## Достижения
- Американский олимпийский отбор по кёрлингу: золото (1987).

## Команды
| Сезон   | Четвёртый     | Третий          | Второй          | Первый             | Запасной | Турниры                   |
| ------- | ------------- | --------------- | --------------- | ------------------ | -------- | ------------------------- |
| 1986—87 | Карла Каспер  | Kathy Baldwin   | Mary Jo Kelly   | Karen Miller       |          | [ 4 ]                     |
| 1986—87 | Лиза Шёнеберг | Карла Каспер    | Лори Маунтфорд  | Эрика Браун        |          | АООК 1987                 |
| 1987—88 | Лиза Шёнеберг | Эрика Браун     | Карла Каспер    | Лори Маунтфорд     |          | ЗОИ 1988 (демо) (5 место) |
| 1987—88 | Карла Каспер  | Cindy Kortebein | Kathy Baldwin   | Karen Miller       |          | [ 4 ]                     |
| 1988—89 | Kathy Baldwin | Карла Каспер    | Cindy Kortebein | Karen Miller       |          | [ 4 ]                     |
| 1989—90 | Kathy Baldwin | Карла Каспер    | Karen Miller    | Doris Yelk-Wilberg |          | [ 4 ]                     |

(скипы выделены полужирным шрифтом)

## Частная жизнь
Замужем, муж кёрлингист и тренер Том Каспер (англ. Tom Casper), у них четверо детей. В конце 1980-х, когда в числе прочего выступала на зимней Олимпиаде, была домохозяйкой.